# السيف الصقيل في الرد على ابن زفيل (كتاب)
السيف الصقيل في الرد على ابن زفيل هو كتاب من تأليف تقي الدين السبكي رد به على قصيدة نونية تسمى «الكافية الشافية» لابن القيم تلميذ ابن تيمية. وقد قام بتحقيق هذا الكتاب والتعليق عليه محمد زاهد الكوثري تحت عنوان «تبديد الظلام المخيم من نونية ابن القيم». وقد نقل مرتضى الزبيدي في شرح الإحياء عند الكلام على إمامي أهل السنة (أبو الحسن الأشعري وأبو منصور الماتريدي) عن هذا الرد المسمى «السيف الصقيل في الرد على ابن زفيل» جملة من مقدمته.
| السيف الصقيل في الرد على ابن زفيل (كتاب) | "قال السبكي: وكتاب العرش من أقبح كتبه (يعني ابن تيمية) ولمّا وقف عليه الشيخ أبو حيّان ما زال يلعنه حتى مات بعد أن كان يعظّمه". | السيف الصقيل في الرد على ابن زفيل (كتاب) |